# Дзеваново
Дзеваново (пол. Dziewanowo) — село в Польщі, у гміні Дробін Плоцького повіту Мазовецького воєводства.
Населення — 57 осіб (2011).
У 1975-1998 роках село належало до Плоцького воєводства.

## Демографія
Демографічна структура станом на 31 березня 2011 року:
|          | Загалом | Допрацездатний вік | Працездатний вік | Постпрацездатний вік |
| -------- | ------- | ------------------ | ---------------- | -------------------- |
| Чоловіки | 34      | 10                 | 19               | 5                    |
| Жінки    | 23      | 3                  | 16               | 4                    |
| Разом    | 57      | 13                 | 35               | 9                    |